# Puchar Narodów Afryki U-20 w piłce nożnej
Puchar Narodów Afryki U-20 w piłce nożnej (ang. U-20 Africa Cup of Nations) – rozgrywki piłkarskie w Afryce organizowane przez CAF i przeznaczone dla młodzieży do 20 lat. Odbywają się co dwa lata, a najlepsze 4 drużyny kwalifikują się do Mistrzostw świata U-20.
Zapoczątkowany został w 1979 roku dla reprezentacji U-21. Mecze finałowe rozgrywane były u siebie i na wyjeździe. Dopiero od 1991 roku wprowadzono turniej finałowy, w którym 8 drużyn (już do lat 20) walczyły o mistrzostwo w wybranym kraju. W etapie eliminacyjnym mogą brać udział wszystkie członkowie CAF, a do etapu finałowego kwalifikują się osiem drużyn.

## Finały

### Afrykańskie Eliminacje U-21 do Mistrzostw świata
| 1977 Szczegóły | u siebie i na wyjeździe | Maroko | 1 – 0 3 – 0 | Gwinea | Wybrzeże Kości Słoniowej | 0 – 1 3 – 2 niedokończony | Egipt | Tunezja |

### Puchar Narodów Afryki U-21
| 1979 Szczegóły | u siebie i na wyjeździe | Algieria | 2 – 1 2 – 3 | Gwinea                   | Etiopia Nigeria                   | Etiopia Nigeria                   | Etiopia Nigeria                   |
| 1981 Szczegóły | u siebie i na wyjeździe | Egipt    | 2 – 0 1 – 1 | Kamerun                  | Algieria Nigeria                  | Algieria Nigeria                  | Algieria Nigeria                  |
| 1983 Szczegóły | u siebie i na wyjeździe | Nigeria  | 2 – 2 2 – 1 | Wybrzeże Kości Słoniowej | Algieria Gwinea                   | Algieria Gwinea                   | Algieria Gwinea                   |
| 1985 Szczegóły | u siebie i na wyjeździe | Nigeria  | 1 – 1 2 – 1 | Tunezja                  | Wybrzeże Kości Słoniowej Etiopia  | Wybrzeże Kości Słoniowej Etiopia  | Wybrzeże Kości Słoniowej Etiopia  |
| 1987 Szczegóły | u siebie i na wyjeździe | Nigeria  | 2 – 1 3 – 0 | Togo                     | Maroko Somalia                    | Maroko Somalia                    | Maroko Somalia                    |
| 1989 Szczegóły | u siebie i na wyjeździe | Nigeria  | 2 – 0 2 – 1 | Mali                     | Algieria Wybrzeże Kości Słoniowej | Algieria Wybrzeże Kości Słoniowej | Algieria Wybrzeże Kości Słoniowej |

### Mistrzostwa Afryki U-21
| 1991 Szczegóły | Egipt     | Egipt   | 2 – 1 | Wybrzeże Kości Słoniowej     | Ghana                    | 2 – 0 | Zambia  |
| 1993 Szczegóły | Mauritius | Ghana   | 2 – 0 | Kamerun                      | Egipt                    | 3 – 0 | Etiopia |
| 1995 Szczegóły | Nigeria   | Kamerun | 4 – 0 | Burundi                      | Nigeria                  | 1 – 0 | Mali    |
| 1997 Szczegóły | Maroko    | Maroko  | 1 – 0 | Republika Afryki Południowej | Wybrzeże Kości Słoniowej | 2 – 0 | Ghana   |
| 1999 Szczegóły | Ghana     | Ghana   | 1 – 0 | Nigeria                      | Kamerun                  | 2 – 1 | Zambia  |
| 2001 Szczegóły | Etiopia   | Angola  | 2 – 0 | Ghana                        | Egipt                    | 2 – 0 | Etiopia |

### Mistrzostwa Afryki U-20
| 2003 Szczegóły | Burkina Faso      | Egipt   | 4 – 3                     | Wybrzeże Kości Słoniowej | Mali    | 1 – 1 (5 – 4) rzuty karne | Burkina Faso                 |
| 2005 Szczegóły | Benin             | Nigeria | 2 – 0                     | Egipt                    | Benin   | 1 – 1 (5 – 3) rzuty karne | Maroko                       |
| 2007 Szczegóły | Kongo             | Kongo   | 1 – 0                     | Nigeria                  | Gambia  | 3 – 1                     | Zambia                       |
| 2009 Szczegóły | Rwanda            | Ghana   | 2 – 0                     | Kamerun                  | Nigeria | 2 – 1                     | Republika Afryki Południowej |
| 2011 Szczegóły | Afryka Południowa | Nigeria | 3 – 2 po dogrywce         | Kamerun                  | Egipt   | 1 – 0                     | Mali                         |
| 2013 Szczegóły | Algieria          | Egipt   | 1 – 1 (5 – 4) rzuty karne | Ghana                    | Nigeria | 2 – 1                     | Mali                         |
| 2015 Szczegóły | Senegal           | Nigeria | 1 – 0                     | Senegal                  | Ghana   | 3 – 1                     | Mali                         |

### Puchar Narodów Afryki U-20
| 2017 Szczegóły | Zambia     | Zambia  | 2 – 0                     | Senegal | Ghana                        | 2 – 1                     | Republika Afryki Południowej |
| 2019 Szczegóły | Niger      | Mali    | 1 – 1 (3 – 2) rzuty karne | Senegal | Republika Afryki Południowej | 0 – 0 (5 – 3) rzuty karne | Nigeria                      |
| 2021 Szczegóły | Mauretania | Ghana   | 2 – 0                     | Uganda  | Gambia                       | 0 – 0 (4 – 2) rzuty karne | Tunezja                      |
| 2023 Szczegóły | Egipt      | Senegal | 2 – 0                     | Gambia  | Nigeria                      | 4 – 0                     | Tunezja                      |
| 2025 Szczegóły | Egipt      |         |                           |         |                              |                           |                              |

## Statystyki
| Lp. | Drużyna                      | Mistrz | Wicemistrz | Lata triumfów                            |
| --- | ---------------------------- | ------ | ---------- | ---------------------------------------- |
| 1.  | Nigeria                      | 7      | 2          | 1983, 1985, 1987, 1989, 2005, 2011, 2015 |
| 2.  | Ghana                        | 4      | 2          | 1993, 1999*, 2009, 2021                  |
| 3.  | Egipt                        | 4      | 1          | 1981, 1991*, 2003, 2013                  |
| 4.  | Kamerun                      | 1      | 4          | 1995                                     |
| 5.  | Senegal                      | 1      | 3          | 2023                                     |
| 6.  | Mali                         | 1      | 1          | 2019                                     |
| 7.  | Algieria                     | 1      | 0          | 1979                                     |
| 7.  | Maroko                       | 1      | 0          | 1997*                                    |
| 7.  | Angola                       | 1      | 0          | 2001                                     |
| 7.  | Kongo                        | 1      | 0          | 2007*                                    |
| 7.  | Zambia                       | 1      | 0          | 2017*                                    |
| 12. | Wybrzeże Kości Słoniowej     | 0      | 3          |                                          |
| 13. | Republika Afryki Południowej | 0      | 1          |                                          |
| 13. | Gwinea                       | 0      | 1          |                                          |
| 13. | Tunezja                      | 0      | 1          |                                          |
| 13. | Togo                         | 0      | 1          |                                          |
| 13. | Burundi                      | 0      | 1          |                                          |
| 13. | Uganda                       | 0      | 1          |                                          |
| 13. | Gambia U-20                  | 0      | 1          |                                          |

* = jako gospodarz